# باي يانغ (لاعبة كرة طاولة)
باي يانغ (بالصينية: 白杨) هي لاعبة تنس الطاولة صينية، ولدت في 1985 في Hebei, Tianjin ‏ في الصين.